# Co nguyên sinh
Co nguyên sinh là một quá trình diễn ra trong tế bào, trong đó tế bào chất bị co rút lại và tách khỏi thành tế bào thông qua quá trình thẩm thấu. Quá trình ngược lại của co nguyên sinh, là phản co nguyên sinh, xảy ra khi tế bào ở trong môi trường nhược trương, tức áp suất thẩm thấu của môi trường ngoài thấp hơn bên trong tế bào và điều này khiến nước thấm từ ngoài vào trong tế bào. Thông qua việc quan sát sự co và phản co nguyên sinh thì có thể xác định được tính ưu trương hay nhược trương của tế bào của môi trường tế bào cũng như mức độ dung môi thẩm thấu qua màng tế bào.

## Sự trương nước
Một tế bào thực vật trong dung dịch nhược trương sẽ hấp thu nước từ môi trường ngoài thông qua quá trình nội thẩm, vì vậy thể tích nước trong tế bào sẽ tăng lên và gây ra sự tăng áp suất, khiến tế bào chất của tế bào ép vào vách tế bào, tạo thành một trạng thái gọi là trương nước. Sự trương nước khiến các tế bào ép chặt lẫn nhau và đây là cơ chế chính giúp giữ cho cấu trúc cho các mô không phải gỗ được bền vững. Ở đây, phần vách tế bào bao bọc bên ngoài sẽ ngăn chặn sự hấp thu thêm nước của nó, khiến tế bào không thể phình to thêm nữa và sức căng tế bào không vượt quá một giá trị nhất định (gọi là sức căng tối đa) – điều này sẽ giúp tế bào không bị vỡ tung do căng phồng quá nhiều. Điều này cũng là lý do khiến cho thực vật có thể đứng thẳng mà không bị đổ do chính sức nặng của nó. Đó cũng là lý do khiến cây sẽ mọc thẳng và cao nếu được tưới nước đầy đủ.

Tế bào thực vật trong các môi trường ưu trương, đẳng trương và nhược trương.

Nếu một tế bào thực vật được đặt trong dung dịch ưu trương, nó sẽ bị mất nước ra môi trường ngoài và áp suất trương nước của nó cũng sẽ sụt giảm, dẫn đến trạng thái mềm nhũn của tế bào. Thực vật với tế bào trong tình trạng như vậy sẽ trở nên héo rũ. Nếu quá trình mất nước tiếp tục thì co nguyên sinh sẽ xảy ra: áp suất trương nước tiếp tục giảm cho đến khi chất nguyên sinh của tế bào tách rời khỏi vách tế bào, tạo ra những khoảng không giữa vách tế bào với màng tế bào. Cuối cùng, đến cả vách tế bào cũng sụp đổ, gây ra hiện tượng tóp bào (cytorrhysis). Thật ra, thực vật có dự phòng sẵn vài biện pháp để ngăn ngừa sự mất nước cũng như hấp thu quá trớn, tuy nhiên quá trình co nguyên sinh hoàn toàn có thể bị đảo ngược nếu tế bào được đặt vào một môi trường nhược trương. Lỗ khí trong các lá cây cũng đóng vai trò tích cực trong việc điều chỉnh lượng nước thất thoát không vượt quá mức cho phép, và lớp sáp trên bề mặt lá cũng có tác dụng chống mất nước hiệu quả.
Ở tế bào động vật, việc mất nước như vậy gây ra hiện tượng co nguyên sinh răng cưa: phần chất lỏng bên trong tế bào sẽ thất thoát ra ngoài qua quá trình khuếch tán, cấu trúc tế bào sụp đổ và tế bào co dúm lại, hình thành các bề mặt nhăn nheo lồi lõm như bề mặt hình răng cưa.
Co nguyên sinh chỉ xảy ra trong những điều kiện cực kì khắc nghiệt - nói đúng ra nó rất hiếm khi xảy ra trong tự nhiên. Việc co nguyên sinh được tiến hành theo phương pháp nhân tạo trong phòng thí nghiệm bằng cách đặt tế bào trong một dung dịch ưu trương (có nồng độ muối hay đường cao) để gây ra tình trạng thấm lọc ra ngoài của tế bào. Đối tượng thí nghiệm thường là các thực vật thuộc chi Elodea hay các tế bào biểu bì hành tây vì nguyên sinh chất của chúng có màu sắc và điều này giúp hiện tượng co nguyên sinh có thể được nhìn thấy rõ mà không cần phải nhuộm tế bào.
Có hai dạng co nguyên sinh nếu xét theo bề mặt khoảng không giữa màng tế bào và vách tế bào, đó là co nguyên sinh lồi và co nguyên sinh lõm. Co nguyên sinh lõm thường có thể bị đảo ngược nếu như tế bào được đặt trở lại trong môi trường nhược trương, còn đối với co nguyên sinh lồi thì chuyện này là không thể - nguyên do là khi ở trong tình trạng co nguyên sinh lồi thì tế bào đã co rút vì mất nước quá lâu và vì vậy phục hồi là chuyện không thể.